# TSR Góra Kamienna
TSR Góra Kamienna – telewizyjna stacja retransmisyjna z wieżą o wysokości 34 m i mocy promieniowania 0,023 kW, zlokalizowana na Górze Kamiennej, w Grybowie, w przysiółku Sośnie Górne, obiekty położone są przy ulicy Zdrojowej. W pobliżu obiektu, znajdują się także stacje bazowe Plusa i Orange.
Na wieży zainstalowane są również anteny sieci Play. Użytkownikiem obiektu jest EmiTel sp. z o.o.
22 kwietnia 2013 roku została zakończona emisja programów telewizji analogowej. Tego samego dnia rozpoczęto nadawanie sygnału trzeciego multipleksu w ramach naziemnej telewizji cyfrowej.

## Parametry
- Wysokość posadowienia podpory anteny: 535 m n.p.m.[3]
- Wysokość zawieszenia systemów antenowych: TV: 28, 34 m n.p.t.[3]

## Transmitowane programy

### Programy telewizyjne – cyfrowe
| Skład multipleksu                                                                              | Częstotliwość | Kanał | Moc promieniowana nadajnika | Polaryzacja | Kompresja wizji |
| ---------------------------------------------------------------------------------------------- | ------------- | ----- | --------------------------- | ----------- | --------------- |
| MUX 3 - TVP1 HD - TVP2 HD - TVP3 Kraków - TVP Kultura - TVP Historia - TVP Sport - TVP Info HD | 706,00 MHz    | 50    | 0,023 kW                    | pozioma     | MPEG-4          |

## Nienadawane analogowe programy telewizyjne
Programy telewizji analogowej wyłączone 22 kwietnia 2013 roku.
| LP | Program | Właściciel            | Częstotliwość | Kanał | Moc nadajnika | Polaryzacja |
| -- | ------- | --------------------- | ------------- | ----- | ------------- | ----------- |
| 1  | TVP1    | Telewizja Polska S.A. | 191,25 MHz    | 8     | 0,05 kW       | pionowa     |
| 2  | TVP2    | Telewizja Polska S.A. | 559,25 MHz    | 32    | 0,06 kW       | pozioma     |